# Wernerův dům (Bratislava)
Wernerův dům je nájemní, schodišťový a řadový měšťanský dům v Starém Městě v Bratislavě na Hviezdoslavově náměstí 12. číslo popisné je 169. Je to národní kulturní památka č. NKP 708/0.
Byl postaven v letech 1902–1903. Patřil Janu Wernerovi, majiteli továrny na výrobu klavírů a pianin. Projektoval ho Ferdinand Kittler. Přízemí a mezipatro domu se používaly jako výstavní a prodejní prostory firmy a na horních patrech bydlel majitel domu a podnájemníci.